# 오세학
오세학(1979년 9월 9일 ~ )은 두산 베어스에서 뛰었던 전 야구 선수다. 경동고등학교를 졸업했다. 1군 통산 8경기 6타수 1안타를 기록했다.

## 같이 보기
- 2001년 두산 베어스 시즌